# ダレル・グリーン
ダレル・グリーン (Darrell Ray Green,1960年2月15日 - ）は、テキサス州ヒューストン出身のアメリカンフットボールの元選手である。NFLでコーナーバックとして、1983年シーズンから2002年シーズンまでワシントン・レッドスキンズ一筋で20年間プレーした。
NFL選手として小柄であったが、100メートル走10.08秒、50メートル走5.76秒、手動計測であるものの40ヤード走4.09秒の俊足を活かし、コーナーバックだけでなく、リターナーとしても活躍し、レッドスキンズの2度のスーパーボウル制覇（第22回・第26回）に貢献した。
年齢を重ねても衰えを見せず、多くの最年長記録を保持している。
NFL史上最も偉大なコーナーバックとして広く認識されており、2008年にNFL殿堂入りした。

## NFL記録
2020年現在
- 連続シーズンインタセーセプト (19)
- 連続シーズンボールタッチ (20、ジェリー・ライスとタイ記録)
- 35ヤード以上のパントリターン最年長記録（42歳327日）
- オーバータイムでのインタセーセプトタッチダウン最年長記録（35歳249日）
- インタセーセプト最年長記録（41歳304日）
- 80ヤード以上のインタセーセプトリターン最年長記録（37歳309日）
- ディフェンスバックの最年長記録（42歳）